# Schlupfpforte

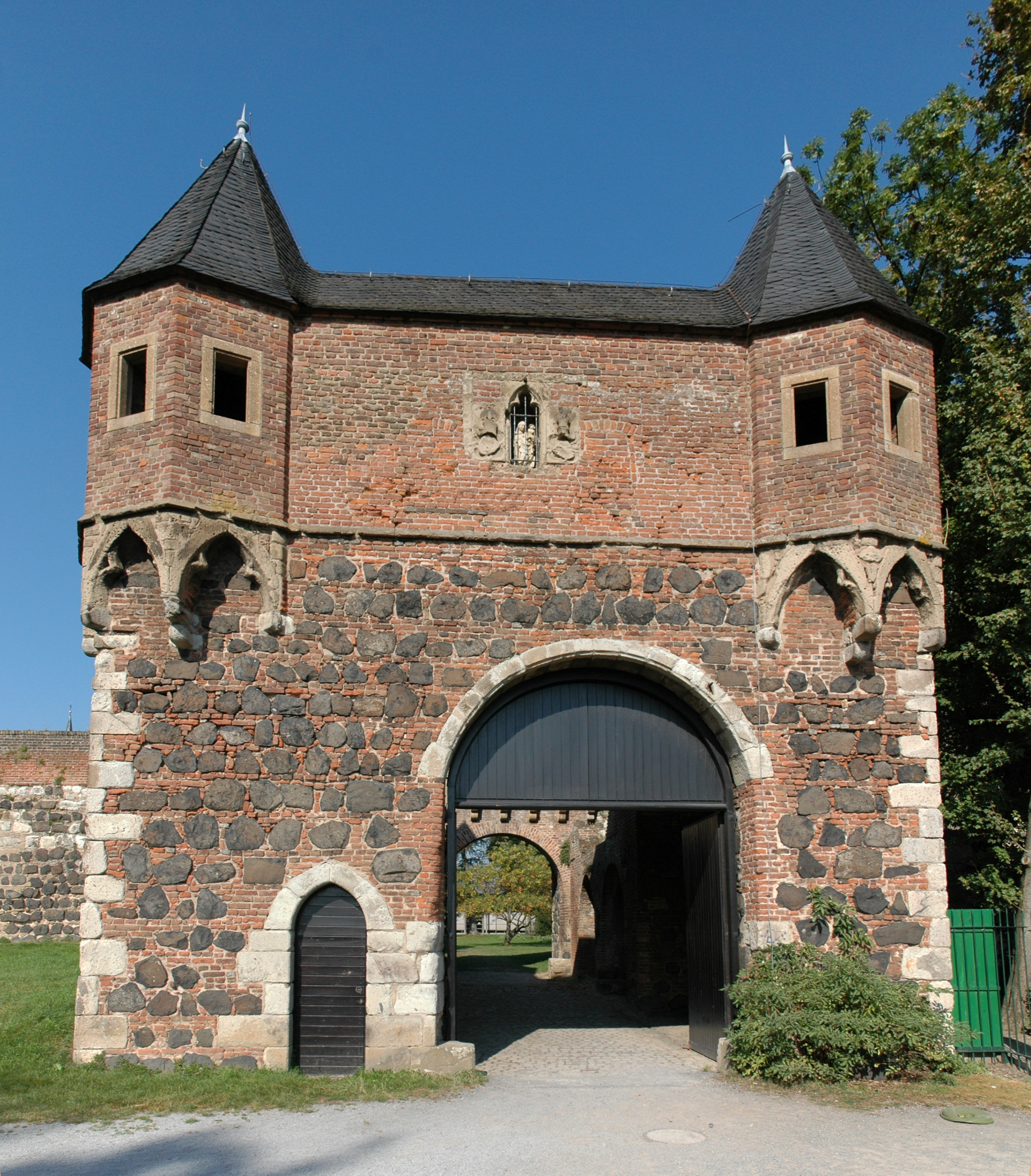
Südtor der Burg Friedestrom mit Schlupfpforte (Fußgängerpforte)

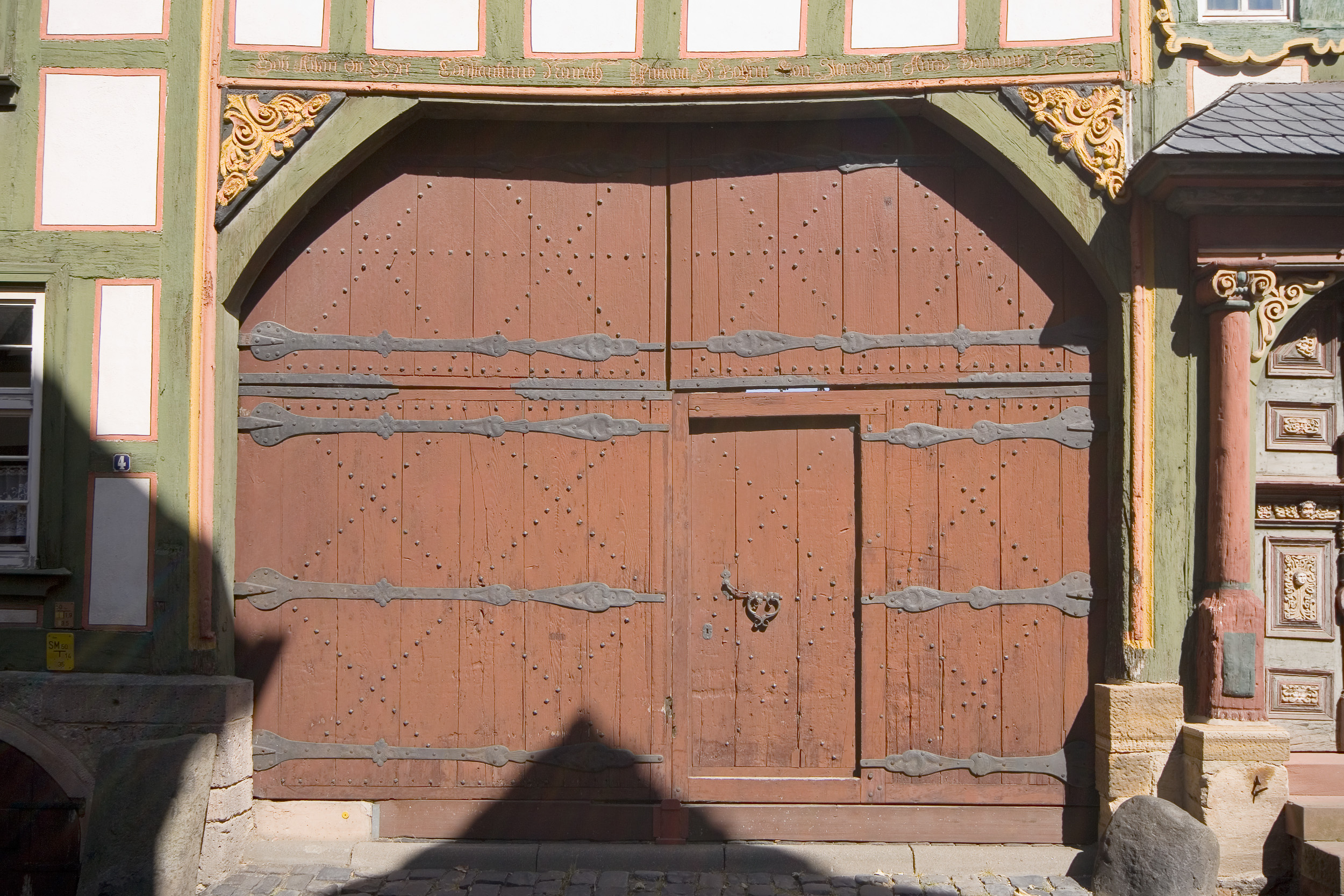
Tor des Alsfelder Neurathhauses mit Schlupfpforte (Mannloch)

Eine Schlupfpforte ist eine kleine, schmale Türe, die sich neben oder auch in einem großen Burg- oder Stadttor befindet. 

## Funktion
Sinn der Schlupfpforten war es, zu vermeiden, für einzelne Fußgänger die großen und meist zweiflügeligen Burg- und Stadttore öffnen zu müssen, da diese mit ihren Dimensionen für den Durchlass von Wagen, Kutschen und Reitern gedacht waren und somit ein potentielles Sicherheitsrisiko darstellten. Weil durch die enge und nur mannsbreite Schlupfpforte immer nur einer Person nach der anderen Zutritt zur Burg oder Stadt gewährt wurde, erleichterte dies den Wachen zudem ihre Aufgabe der Kontrolle. Im Mittelalter dienten die schmalen Türen in Stadtmauern außerdem dazu, nach Toreschluss verspäteten Ankömmlingen doch noch Einlass zu gewähren.

## Differenzierte Begriffe und Ausprägungen
Wenn sich der kleine Einlass im Flügel eines großen Tores befindet und eine hohe Schwelle besitzt, spricht man auch von einem Mannloch (auch Mannsloch oder Mannpforte genannt). Handelt es sich um einen separaten schmalen Zugang neben dem großen Tor, ist dafür auch der Begriff Fußgängerpforte geläufig. Diese Art des doppelten Eingangs ist jedoch eher selten und lohnte nur bei großen Anlagen mit lebhaftem Kommen und Gehen. Zu finden sind sie unter anderem auf der elsässischen Burg Hohlandsberg, der Hochburg in Emmendingen, der kurkölnischen Burg Friedestrom und der Burg Schaunberg. Der schmalere Nebeneingang konnte mit einer eigenen Zugbrücke gesichert sein und mündete manchmal sogar in eine separate, von der größeren getrennten Torhalle; so zum Beispiel auf der Burg Hohenwang in Österreich.

## Abgrenzung
Die für jedermann gut sichtbaren Schlupfpforten sind von den kleinen, versteckt gelegenen Ausfallpforten in Burg- und Festungsmauern zu unterscheiden. Diese kleinen Maueröffnungen dienten im Fall einer Belagerung zur Flucht oder zum militärischen Ausfall.